# Montia vassilievii
Montia vassilievii är en källörtsväxtart som först beskrevs av Kuzen., och fick sitt nu gällande namn av Mcneill. Montia vassilievii ingår i släktet källörter, och familjen källörtsväxter. Inga underarter finns listade i Catalogue of Life.